# Nuisiana
Nuisiana arboris es una especie de araña araneomorfa de la familia Desidae. Es la única especie del género monotípico Nuisiana.  Es nativa de Nueva Zelanda.